# Xã Carlton, Quận Tama, Iowa
Xã Carlton (tiếng Anh: Carlton Township) là một xã thuộc quận Tama, tiểu bang Iowa, Hoa Kỳ. Năm 2010, dân số của xã này là 881 người.